# قرار مجلس الأمن التابع للأمم المتحدة رقم 1105
قرار مجلس الأمن التابع للأمم المتحدة 1105 ، الذي اتخذ بالإجماع في 9 أبريل 1997 ، بعد الإشارة إلى القرار 1082 (1996) ، قرر المجلس تعليق تخفيض العنصر العسكري لقوة الأمم المتحدة للانتشار الوقائي في مقدونيا حتى نهاية ولايتها الحالية ، حتى 31 مايو 1997.

## وصلات خارجية
- Text of the Resolution at undocs.org